# Kongruencia
A kongruencia a számelméletben az oszthatósági kérdéseket, a maradékokkal való számolást radikálisan leegyszerűsítő jelölésmód.
A kongruencia egy reláció, amelyet az egész számok halmazán értelmezünk. Egy ilyen reláció kifejezi, hogy két szám adott számmal vett osztási maradéka egyenlő-e. Ezen relációkon és azok között végezhetünk műveleteket (összeadás, kivonás, szorzás, osztás, hatványozás – elvégzésükhöz különböző feltételeknek kell teljesülni, ezeket lásd lejjebb). Azonban ennél komolyabb dolgokra is használatos, amire példa a maradékosztályok vagy Chevalley tétele.
Ha két egész szám nem kongruens, akkor inkongruensnek nevezik őket.

## Definíció
Legyen {\displaystyle a,b} tetszőleges egész szám, {\displaystyle m} zérótól különböző természetes szám.
Azt mondjuk, hogy a kongruens b-vel modulo m, azaz hogy a és b egészek m-mel vett osztási maradéka egyenlő, ha
{\displaystyle m\mid a-b}
azaz
{\displaystyle \exists k\in \mathbb {Z} :a=km+b}
Jelölése: {\displaystyle a\equiv b{\pmod {m}}} vagy {\displaystyle a\equiv b\quad (m)}.
Lehet találkozni a következő jelölésekkel is:
- {\displaystyle a\equiv b\mod m}
- {\displaystyle a\equiv b\mod m\mathbb {Z} }
- {\displaystyle a\equiv _{m}b}

Ha a nem kongruens b-vel modulo m, azt mondjuk, inkongruens vele, és {\displaystyle a\not \equiv b{\pmod {m}}} vagy {\displaystyle a\not \equiv b\quad (m)} alakban jelöljük.
Az itt szereplő {\displaystyle \operatorname {mod} } a matematikai maradékképző függvény, ami a maradékos osztás maradékát rendeli a számhoz.

## Példák
Az 5 kongruens 11-gyel modulo 3, mert {\displaystyle 5:3=1{\text{ maradék }}2}, és {\displaystyle 11:3=3{\text{ maradék }}2}. A két maradék megegyezik, mivel {\displaystyle 11-5=6=2\cdot 3}.
Az 5 inkongruens 11-gyel modulo 4, mivel {\displaystyle 5:4=1{\text{ maradéka }}1} és {\displaystyle 11:4=2{\text{ maradék }}3}; a maradékok nem egyeznek.
A −8 kongruens 10-zel modulo 6, hiszen a 6-tal vett osztási maradék mindkét esetben 4. Valóban, {\displaystyle -8=(-2)\cdot 6+4}.

## Története
A kongruenciák ma is használatos elméletét 1801-ben Carl Friedrich Gauss dolgozta ki Disquisitiones Arithmeticae című művében. Magát a fogalmat már Christian Goldbach 1730-ban Leonhard Euler-nek írt levelében is használta, azonban korántsem olyan mélységben, mint Gauss. Goldbach a {\displaystyle \equiv } szimbólum helyett a {\displaystyle \mp } jelet használta.
Sőt, már Ch'in Chiu-Shao kínai matematikus is ismerte a fogalmat, amivel kapcsolatos elméletét az 1247-ben írt Matematikai értekezés kilenc fejezetben című művében le is írt. Ebben szerepelt a kínai maradéktétel egy formája is.

## Elemi tulajdonságai
A kongruencia ekvivalenciareláció, azaz reflexív, szimmetrikus és tranzitív: tetszőleges {\displaystyle a,b,c\in \mathbb {Z} }, valamint {\displaystyle m\in \mathbb {Z} ^{+}} esetén
- {\displaystyle a\equiv a{\pmod {m}}}
- {\displaystyle a\equiv b{\pmod {m}}\Rightarrow b\equiv a{\pmod {m}}}
- {\displaystyle a\equiv b{\pmod {m}},\ b\equiv c{\pmod {m}}\Rightarrow a\equiv c{\pmod {m}}}

Az ekvivalenciaosztályokat maradékosztályoknak nevezzük. Az elnevezés arra utal, hogy megfeleltethetőek az m-mel való osztás lehetséges maradékainak.
A kongruenciára kimondható számos, az egyenlőségre érvényes azonosság megfelelője: kongruens számok összege és szorzata is kongruens. Legyen {\displaystyle a,b,c,d\in \mathbb {Z} } és {\displaystyle m,n\in \mathbb {Z} ^{+}}. Ekkor
- {\displaystyle a\equiv b{\pmod {m}},\ c\equiv d{\pmod {m}}\Rightarrow a+c\equiv b+d{\pmod {m}}}
- {\displaystyle a\equiv b{\pmod {m}},\ c\equiv d{\pmod {m}}\Rightarrow a-c\equiv b-d{\pmod {m}}}
- {\displaystyle a\equiv b{\pmod {m}},\ c\equiv d{\pmod {m}}\Rightarrow ac\equiv bd{\pmod {m}}}

Az egyenlőség a kongruencia speciális esetének is tekinthető:
{\displaystyle a\equiv b{\pmod {0}}\Rightarrow a=b}.
Ha {\displaystyle f\in \mathbb {Z} [X]} polinom az egész számok fölött, akkor 
{\displaystyle f(a)\equiv f(a'){\pmod {m}}}

### Kongruencia osztása egész számmal
Az osztásnál már nem olyan egyszerű a helyzet, mint az egyenleteknél, ugyanis ha a szám amivel osztani szeretnénk nem relatív prím a modulussal, akkor a modulust is osztani kell.

Legyen {\displaystyle \ d=(c,m)} a c és m egészek legnagyobb közös osztója. Ekkor {\displaystyle ac\equiv bc{\pmod {m}}\Leftrightarrow a\equiv b{\pmod {\frac {m}{d}}}}.
Ennek az állításnak megnézzük a bizonyítását is, a többi állításé is hasonlóan történik.
Definíció alapján: {\displaystyle ac\equiv bc{\pmod {m}}\Leftrightarrow m\mid (a-b)c}, ami ekvivalens a {\displaystyle {\frac {m}{d}}\mid (a-b){\frac {c}{d}}} oszthatósággal.

Mivel {\displaystyle \left({\frac {m}{d}},{\frac {c}{d}}\right)=1}, ezért a fenti oszthatóság pontosan akkor teljesül, ha {\displaystyle {\frac {m}{d}}\mid a-b}, ami a kongruencia definíciója alapján épp az állítás.
Megjegyzés: a tétel következménye, hogy {\displaystyle ac\equiv bc{\pmod {m}},(c,m)=1\Rightarrow a\equiv b{\pmod {m}}}.
Ez azt is jelenti, hogy, ha {\displaystyle d} osztója {\displaystyle m}-nek, akkor {\displaystyle a\equiv b{\pmod {m}}} esetén {\displaystyle a\equiv b{\pmod {d}}}.
Fontos megemlítenünk a következő két tételt, ugyanis a kongruenciákkal kapcsolatban nagyon gyakran felmerülnek, és nagy segítséget nyújtanak bizonyos feladatok, tételek megoldásában.

### Euler–Fermat-tétel
A tétel a moduláris számelmélet egyik legfontosabb állítása, nagyon sok komolyabb tétel bizonyításánál felhasználható, és ami által azok bizonyítása is lényegesen leegyszerűsödik.

A tétel állítása:
{\displaystyle a,m\in \mathbb {Z} ,m>1,(a,m)=1\Rightarrow a^{\varphi (m)}\equiv 1{\pmod {m}}}

### A kis Fermat-tétel
A tétel az Euler-Fermat-tétel egy speciális esete, mely időben korábban fogalmazódott meg, és a bizonyítása egy évszázaddal megelőzte az általános esetet. Itt a modulus prím, ekkor a {\displaystyle \varphi (p)=p-1} miatt a következő állítást kapjuk:
Ha {\displaystyle a} egész szám, {\displaystyle p} olyan prím, ami nem osztja {\displaystyle a}-t, akkor {\displaystyle a^{p-1}\equiv 1{\pmod {p}}}.
A tétel egy másik, gyakori alakja:
Ha {\displaystyle a} egész szám, {\displaystyle p} prím, akkor {\displaystyle a^{p}\equiv a{\pmod {p}}}.

### Kínai maradéktétel
A kínai maradéktétel szerint:
Ha {\displaystyle m_{1},m_{2},\dotsc ,m_{k}} nullától különböző egész számok, és {\displaystyle m}  a legkisebb közös többszörösük, akkor:
{\displaystyle a\equiv a'{\pmod {m_{\kappa }}}} minden {\displaystyle \kappa =1,2,\dotsc ,k\quad \Leftrightarrow \quad a\equiv a'{\pmod {m}}}

### Hatványozás
Ha {\displaystyle n\in \mathbb {N} _{0}} természetes szám, akkor
{\displaystyle a^{n}\equiv (a')^{n}{\pmod {m}}}
Relatív prím {\displaystyle a} és {\displaystyle m} esetén teljesül az Euler-Fermat-tétel:
{\displaystyle a^{\varphi (m)}\equiv 1{\pmod {m}}},
ahol {\displaystyle \varphi (m)} az Euler-féle φ-függvény.
Ebből következik {\displaystyle a^{n}\equiv a^{n'}{\pmod {m}}}, hogyha {\displaystyle n\equiv n'{\pmod {\varphi (m)}}}. Ennek speciális esete a kis Fermat-tétel.

### Példák
- Ha {\displaystyle t\neq 0}, akkor {\displaystyle t\cdot a\equiv t\cdot b{\pmod {|t|\cdot m}}}.
- Ha {\displaystyle a} páratlan, akkor {\displaystyle a^{2}\equiv 1{\pmod {8}}}.
- Minden egész számra teljesül a következők valamelyike:

{\displaystyle a^{3}\equiv 0{\pmod {9}}} vagy {\displaystyle a^{3}\equiv 1{\pmod {9}}} vagy {\displaystyle a^{3}\equiv 8{\pmod {9}}}.
- Ha {\displaystyle a}, akkor {\displaystyle a^{3}\equiv a{\pmod {6}}}.
- Minden egész számra teljesül a következők valamelyike:

{\displaystyle a^{3}\equiv 0{\pmod {7}}} vagy {\displaystyle a^{3}\equiv 1{\pmod {7}}} vagy {\displaystyle a^{3}\equiv 6{\pmod {7}}}.
- Minden egész számra teljesül a következők valamelyike:

{\displaystyle a^{4}\equiv 0{\pmod {5}}} vagy {\displaystyle a^{4}\equiv 1{\pmod {5}}}.
- Hogyha {\displaystyle a} teljes hatodik hatvány, azaz négyzet- és köbszám is, akkor {\displaystyle a\equiv 0{\pmod {36}}} vagy {\displaystyle a\equiv 1{\pmod {36}}} vagy {\displaystyle a\equiv 9{\pmod {36}}} vagy {\displaystyle a\equiv 28{\pmod {36}}}.
- Legyen {\displaystyle p} prímszám úgy, hogy {\displaystyle n<p<2n}. Ekkor {\displaystyle {2n \choose n}\equiv 0{\pmod {p}}}.
- Legyen {\displaystyle a} páratlan, {\displaystyle n>0} pozitív egész szám. Ekkor {\displaystyle a^{2^{n}}\equiv 1{\pmod {2^{n+2}}}}.
- Legyen {\displaystyle p>3}, illetve {\displaystyle p} és {\displaystyle q=p+2} ikerprímek. Ekkor {\displaystyle p\cdot q\equiv -1{\pmod {9}}}.

## A kongruenciaosztályok gyűrűje
A modulo n nullával kongruens számok az egész számok egy ideálját alkotják, az {\displaystyle n\mathbb {Z} } a más számokkal kongruensek pedig ennek mellékosztályait. Így definiálhatjuk a {\displaystyle \mathbb {Z} _{n}=\mathbb {Z} /n\mathbb {Z} } faktorcsoportot, amelynek elemei az {\displaystyle {\overline {a}}_{n}=\left\{\ldots ,a-2n,a-n,a,a+n,a+2n,\ldots \right\}} maradékosztályok. (Néha az {\displaystyle [a]} jelölést is használják.) A faktorcsoport a {\displaystyle {\overline {0}}_{n},{\overline {1}}_{n},{\overline {2}}_{n},\ldots ,{\overline {n-1}}_{n}} elemekből áll, műveletei egyszerűen visszavezethetőek az egész számok műveleteire:
- {\displaystyle {\overline {a}}_{n}+{\overline {b}}_{n}={\overline {a+b}}_{n}}
- {\displaystyle {\overline {a}}_{n}-{\overline {b}}_{n}={\overline {a-b}}_{n}}
- {\displaystyle {\overline {a}}_{n}{\overline {b}}_{n}={\overline {ab}}_{n}}

{\displaystyle \mathbb {Z} _{n}} ezekkel a műveletekkel egy kommutatív gyűrű; ha n prím, akkor (és csak akkor) test.

## Algebra
Azt mondjuk, hogy n szám teljes maradékrendszert alkot modulo m, ha páronként inkongruensek, és n=m. A teljes maradékrendszer teljes marad, ha minden eleméhez hozzáadjuk ugyanazt az egész számot, vagy minden elemét megszorozzuk egy, az m modulushoz relatív prím tényezővel.
Egy maradékosztály redukált maradékosztály, ha reprezentánsai relatív prímek a modulushoz. Ha minden redukált maradékosztályt egy szám reprezentál, akkor a reprezentánsok redukált maradékrendszert alkotnak. Számuk éppen az m modulusnál kisebb, m-hez relatív prímek száma (Euler-féle {\displaystyle \varphi } függvény).
Adott m modulus esetén a redukált maradékrendszer maradékosztályai csoportot alkotnak a szorzásra, de az összeadásra nem. Például, ha m kettőhatvány, akkor a redukált maradékrendszer éppen a páratlan maradékosztályokból fog állni. A modulo m összes maradékosztály csoportot alkot az összeadásra, de a szorzásra általában nem; a maradékosztályok gyűrűje nem nullosztómentes. Például modulo 6 a 2 és a 3 maradékosztályának szorzata a 6 maradékosztálya, ami éppen a 0 maradékosztály. Ez prím modulusra nem fordulhat elő; prím modulussal nincsenek nullosztók, és minden nem nulla maradékosztálynak van inverze. Ha a modulus prím, akkor a maradékosztályok testet alkotnak.

### Rend
Legyen {\displaystyle \ (a,m)=1}. A legkisebb olyan {\displaystyle k\in \mathbb {Z} ^{+}} számot, melyre {\displaystyle a^{k}\equiv 1{\pmod {m}}}, az a (multiplikatív) rendjének nevezzük modulo m.

Jelölése: {\displaystyle \ o_{m}(a)}.
Megjegyzés: Az Euler{\displaystyle -}Fermat-tételből következik, hogy minden {\displaystyle \ (a,m)=1} esetén létezik az a-nak rendje és {\displaystyle o_{m}(a)\leq \varphi (m)}. Ha {\displaystyle (a,m)\neq 1}, akkor a-nak nem létezik ilyen szám.

### Primitív gyök
Egy g számot primitív gyöknek nevezünk modulo m, ha {\displaystyle o_{m}(g)=\varphi (m)}, azaz ha a g rendje a nála kisebb, m-hez relatív prímek száma (Euler-féle {\displaystyle \varphi } függvény).
Primitív gyök létezik, ha a modulus prím, kettőhatvány, prímnégyzet, vagy egy prímszám kétszerese.

### Index (diszkrét logaritmus)
Legyen p prím, g primitív gyök modulo p és {\displaystyle (a,p)=1}. Ekkor az a-nak a g alapú indexén azt a {\displaystyle 0\leq k\leq p-2} számot értjük, melyre {\displaystyle a\equiv g^{k}{\pmod {p}}}.

Jelölés: {\displaystyle \ ind_{g,p}(a)} (Ha a g primitív gyök vagy a p prím egyértelmű adott feladatnál, akkor a jelölésből elhagyható.)

## Lineáris kongruenciák
{\displaystyle ax\equiv b{\pmod {m}}\qquad a,b\in \mathbb {Z} ,m\in \mathbb {Z} ^{+}}
Ezen kongruenciák megoldásakor azokat az egészeket keressük, ami egy bizonyos számmal (modulus) osztva meghatározott maradékot ad. Ezek a diofantoszi egyenletek megfelelői, mindössze más alakban írjuk fel. A megoldásokat maradékosztályokként keressük, és a megoldásszámon a megoldó maradékosztályok számát értjük. Ez a lineáris kongruencia akkor oldható meg, ha {\displaystyle g=\operatorname {lnko} (a,m)} a {\displaystyle b} számnak is osztója. Ekkor {\displaystyle g}-vel lehet egyszerűsíteni, és modulo {\displaystyle {\tfrac {m}{g}}} megoldani a kongruenciát. Visszahelyettesítve a megoldást az eredeti kongruenciába, {\displaystyle g} megoldást találunk.
A megoldást kibővített euklideszi algoritmussal megtalálhatjuk, ahonnan kapjuk az {\displaystyle s}, {\displaystyle t} egészeket úgy, hogy:
{\displaystyle g=\operatorname {lnko} (a,m)=s\cdot a+t\cdot m}
Innen egy megoldás kapható, mint:
{\displaystyle \textstyle x_{1}={\frac {s\cdot c}{g}}},
a többi pedig ettől {\displaystyle {\tfrac {m}{g}}}-szeresben különbözik.
Például {\displaystyle 4x\equiv 10{\pmod {18}}} megoldható, hiszen {\displaystyle \operatorname {lnko} (4,18)=2} osztója a {\displaystyle 10}-nek is, és a megoldásszám {\displaystyle 2}. A kibővített euklideszi algoritmus eredménye {\displaystyle 2=-4\cdot 4+1\cdot 18}, amiből adódik az {\displaystyle \textstyle x_{1}={\frac {-4\cdot 10}{2}}=-20} megoldás. A megoldások egy maradékosztályt alkotnak modulo {\displaystyle \textstyle {\frac {18}{2}}=9}, így a megoldáshalmaz {\displaystyle \{\cdots ,-20,-11,-2,7,16,25,\cdots \}}.

## Magasabb fokú kongruenciák
Legyen m>0 adott, {\displaystyle f(x)=a_{0}+a_{1}x+\dots a_{k}x^{k}} egész együtthatós polinom. Ekkor tekinthetjük az {\displaystyle f(x)\equiv 0{\pmod {m}}} egyismeretlenes kongruenciát, melynek megoldásait modulo m keressük, azaz azon maradékosztályokat, amelyek kielégítik a kongruenciát.
Ezen kongruenciákat hasonlíthatjuk a magasabb fokú egyenletekhez. Ezek megoldása bizonyos esetekben nagyon leegyszerűsíthető, de nincsenek megoldóképletek, csak algoritmusok, amelyek elvezetnek a kívánt eredményhez.

## Szimultán kongruenciák
Egy
{\displaystyle \qquad a_{1}x\equiv c_{1}{\pmod {m_{1}}}}
{\displaystyle \qquad a_{2}x\equiv c_{2}{\pmod {m_{2}}}}
{\displaystyle \qquad a_{3}x\equiv c_{3}{\pmod {m_{3}}}}
alakú szimultán kongruencia megoldható, ha:
- minden {\displaystyle i}-re {\displaystyle c_{i}} osztható  {\displaystyle g_{i}=\operatorname {lnko} (a_{i},m_{i})}-vel, azaz minden kongruencia egyenként megoldható,
- és minden  {\displaystyle {\tfrac {m_{i}}{g_{i}}}} relatív prím.

A kínai maradéktétel bizonyítása megoldási módszert ad a szimultán kongruenciákra.

## Kapcsolat a modulo függvénnyel
Ha {\displaystyle a,b,m\in \mathbb {Z} }, {\displaystyle m\neq 0}, akkor:
{\displaystyle a\equiv b{\pmod {m}}\quad \Leftrightarrow \quad (a{\bmod {m}})=(b{\bmod {m}})\quad \Leftrightarrow \quad (a-b){\bmod {m}}=0}
Programozáskor ügyelni kell arra, hogy több programozási nyelv a matematikaitól eltérően definiálja a maradékot negatív számokra. A szimmetrikus maradékképzés helyett az
{\displaystyle (a{\bmod {m}}):=a-\left\lfloor {\frac {a}{m}}\right\rfloor \cdot m}
matematikai modulo függvényt kell alkalmazni, melynek előjele {\displaystyle m} előjelétől függ. Ezzel a definícióval {\displaystyle (-1){\bmod {7}}=6}, és az azonos maradékosztályba tartozó számok ugyanazt a maradékot adják ugyanarra a modulusra.

## Alkalmazások
A következőkben a kongruenciák néhány alkalmazása következik.
- A nehezebb (nagyon nagy számok, hatványok) maradékos osztások kongruenciává alakítása során könnyebb kiszámolni az eredményt (az ismert tételek segítségével).
- Számos egyszerű ellenőrző összeg, például a személyi azonosítókban, bankkártyákban használt Luhn-formula egyszerű lineáris kongruenciaként számítható ki.
- A lineáriskongruencia-generátor az egyik széles körben elterjedt pszeudorandom generátor.
- A kriptográfiában egyes nyílt kulcsú titkosítások, például az RSA-eljárás és a Diffie–Hellman alapjául szolgál. Számos szimmetrikus kulcsú rejtjelezés is használja, például az AES, az IDEA vagy az RC4.
- A prímtesztelések (Pepin-teszt, Rabin–Miller-teszt, Fermat-teszt) bizonyos kongruenciák vizsgálatát követelik.

## Fordítás
Ez a szócikk részben vagy egészben  a   Kongruenz (Zahlentheorie) című német Wikipédia-szócikk fordításán alapul.  Az eredeti cikk szerkesztőit annak laptörténete sorolja fel. Ez a jelzés csupán a megfogalmazás eredetét és a szerzői jogokat jelzi, nem szolgál a cikkben szereplő információk forrásmegjelöléseként.